# Psychotria canarensis
Psychotria canarensis är en måreväxtart som beskrevs av Talbot. Psychotria canarensis ingår i släktet Psychotria och familjen måreväxter. Inga underarter finns listade i Catalogue of Life.